# 197 Arete
197 Arete је астероид главног астероидног појаса. Приближан пречник астероида је 29,18 km,
а средња удаљеност астероида од Сунца износи 2,741 астрономских јединица (АЈ).
Инклинација (нагиб) орбите у односу на раван еклиптике је 8,791 степени, а орбитални период износи 1657,887 дана (4,539 године). Ексцентрицитет орбите астероида износи 0,160.
Апсолутна магнитуда астероида износи 9,18 а геометријски албедо 0,441.
Астероид је откривен 21. маја 1879. године.